# شقایق‌ماهیان
شَقایق‌ماهیان ویا دوشیزه‌ماهیان (Pomacentridae) از خانواده‌های ماهیان هستند.
این خانواده شامل دوشیزه‌ماهیها و دلقک‌ماهیها می‌شود.

## سرده‌ها
حدود ۲۸ سرده در ۴ زیر خانواده از این خانواده شناسایی شده‌است:
| - زیرخانواده دلقک‌ماهی (anemonefishes) - دلقک‌ماهی (anemonefishes) - Premnas (if recognized as distinct from Amphiprion) - زیرخانواده Chrominae - دوشیزه‌ماهی خاردار - Altrichthys - کرومیس (chromis) - Azurina - Dascyllus (dascyllus) - زیرخانواده Lepidozyginae - Lepidozygus (fusilier damselfish) | - زیرخانواده Pomacentrinae - گروهبان‌ماهی‌ها (sergeant majors) - تیره‌نگاردندان‌ها - Amblypomacentrus - Cheiloprion - Chrysiptera (demoiselles) - Dischistodus - Hemiglyphidodon - دوشیزه‌ماهی گاریبالدی (garibaldi) - Mecaenichthys - Microspathodon - Neoglyphidodon - دوشیزه‌ماهی دم‌چنگی (demoiselles) - Nexilosus - باله‌پولکی‌ها (scalyfins) - Plectroglyphidodon - Pomacentrus - دوشیزه‌ماهی‌های صخره (reef-damsels) - Pristotis - باله‌پولکی‌مانندها - Stegastes (=Eupomacentrus) (gregories) - Teixeirichthys - Palaeopomacentrus, extinct |

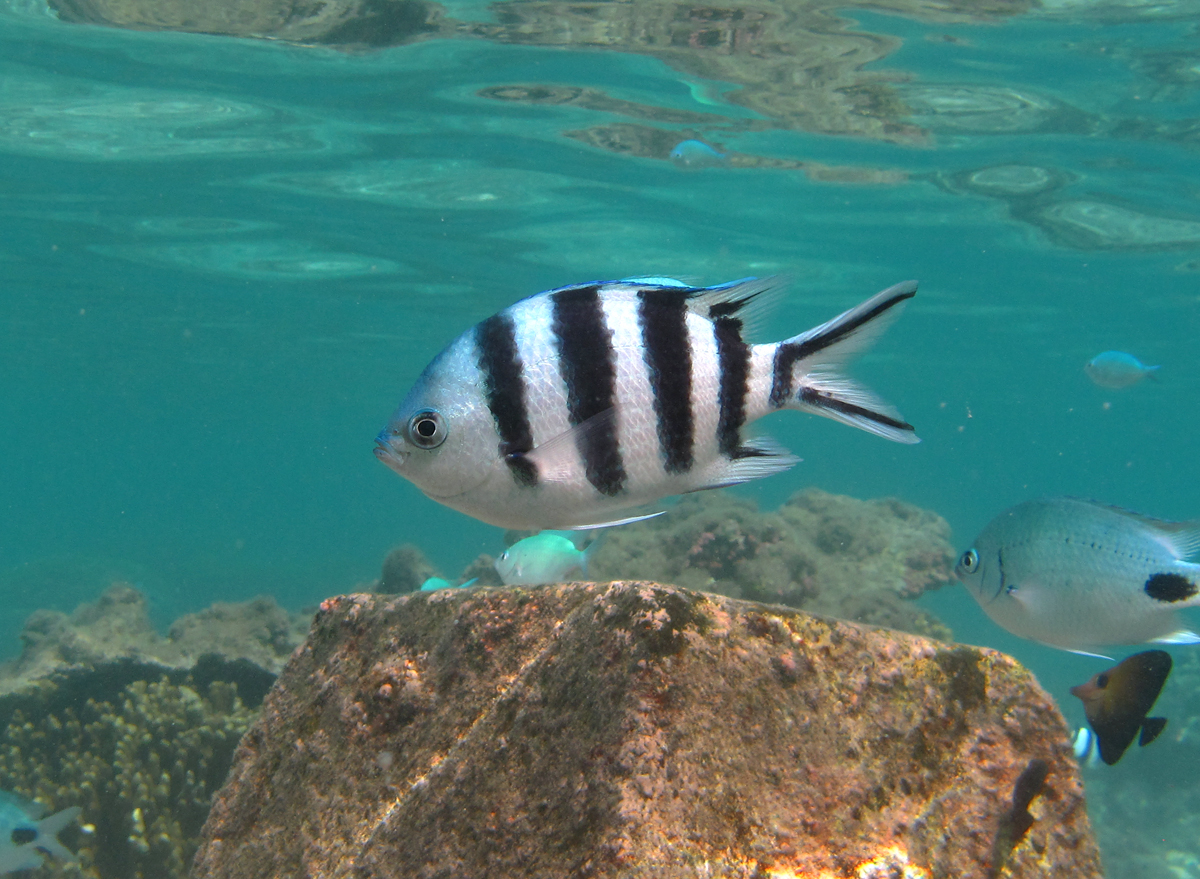
گروهبان‌ماهی دم‌قیچی
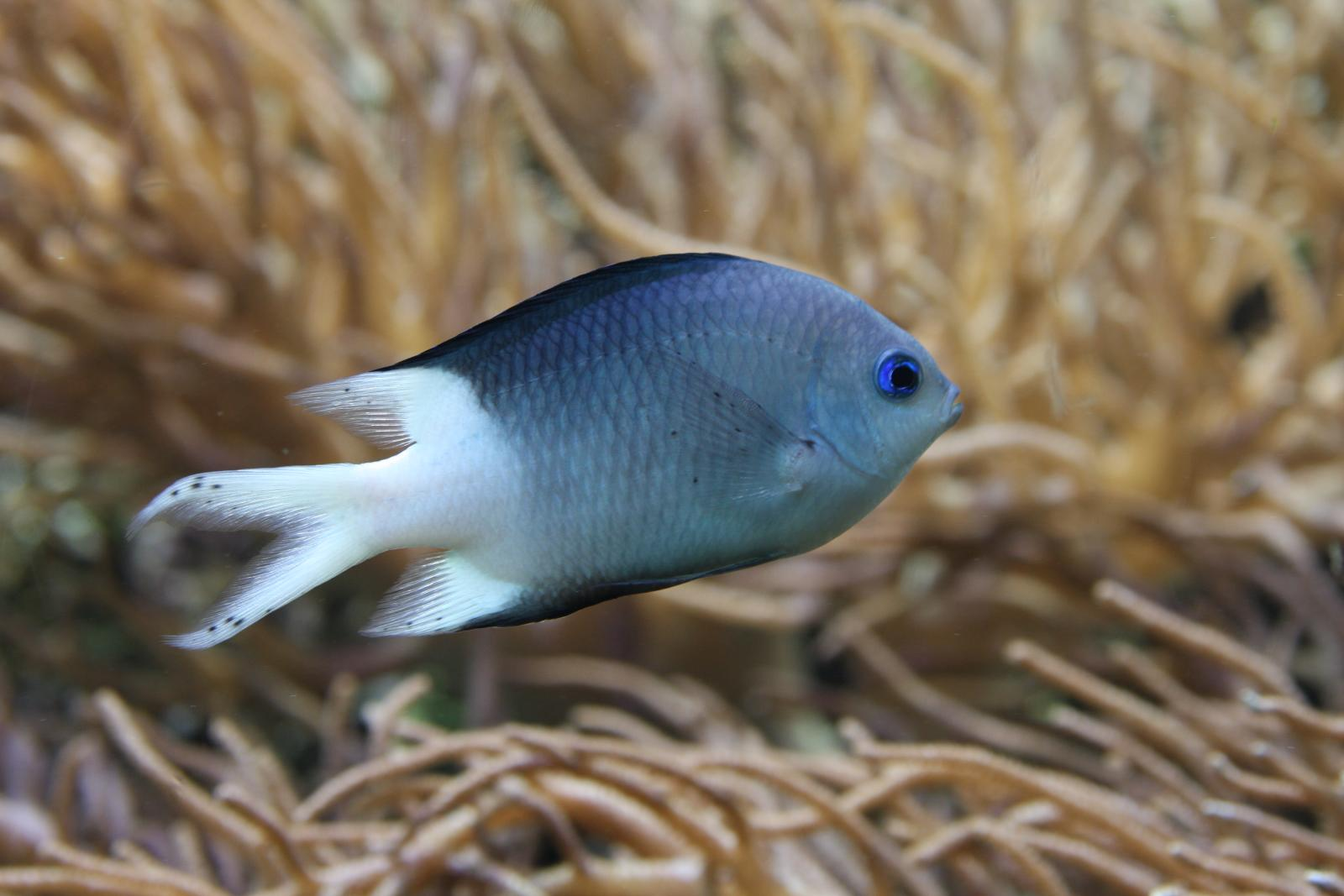
دوشیزه‌ماهی خاردار
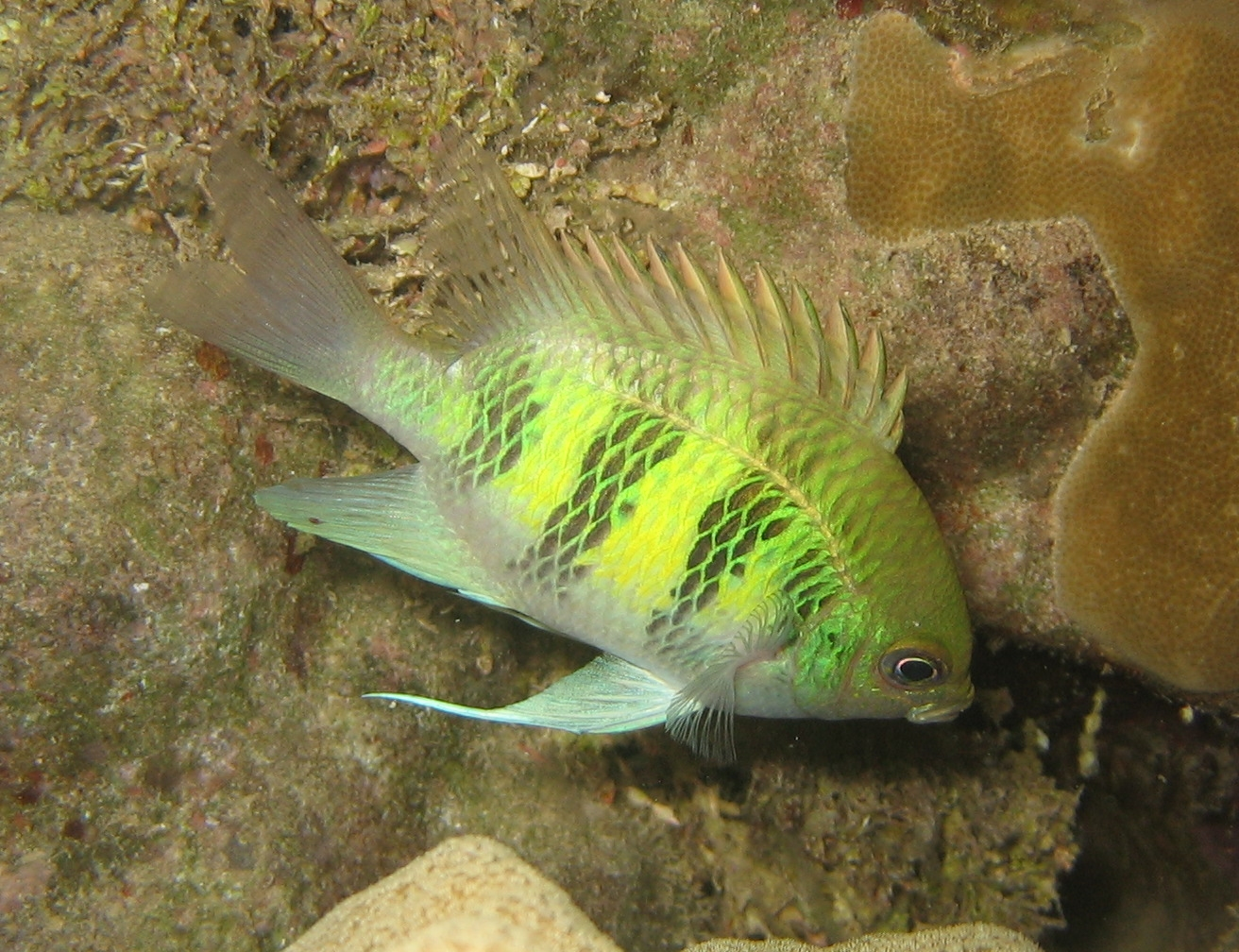
دوشیزه‌ماهی گوزنی
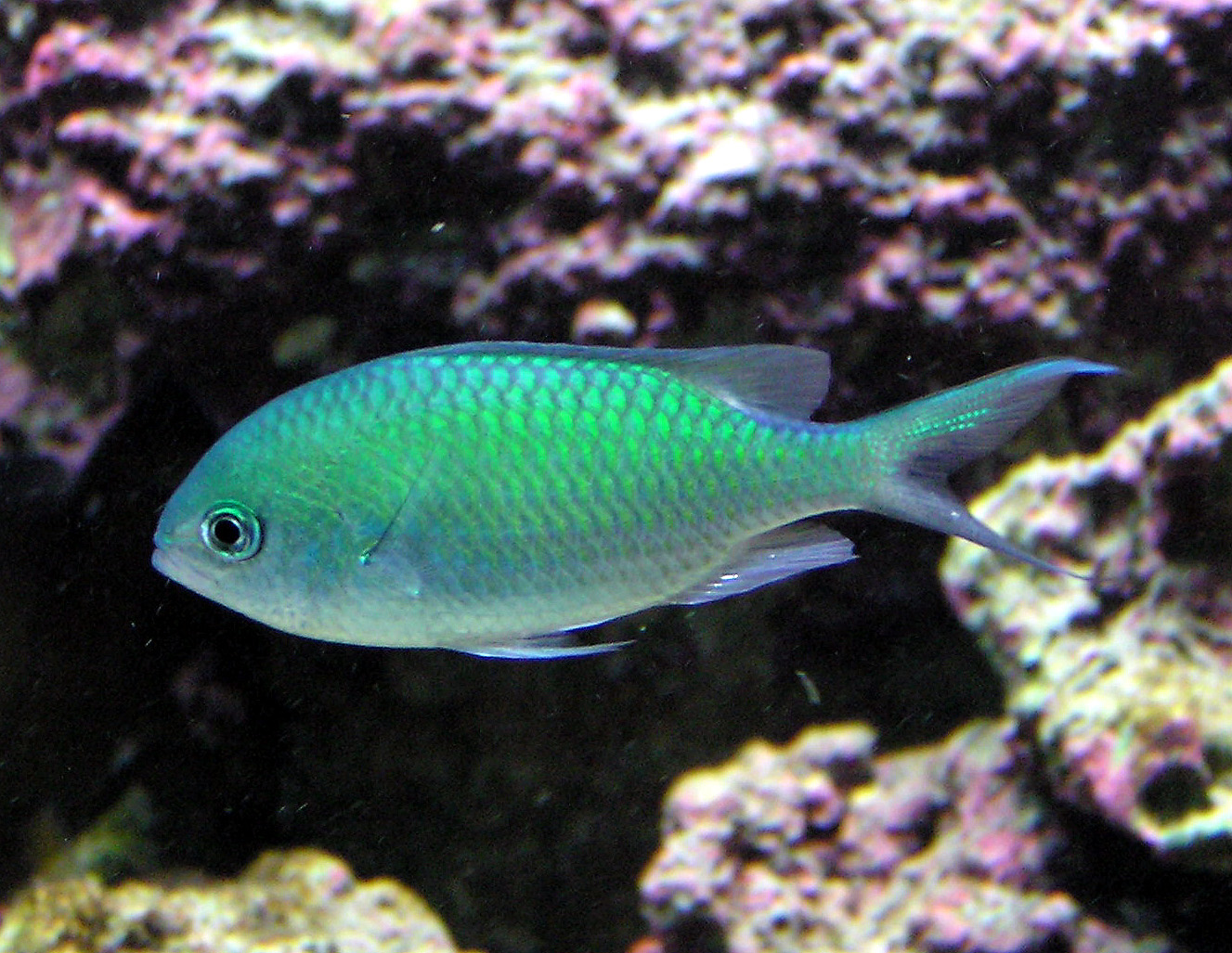
Chromis viridis
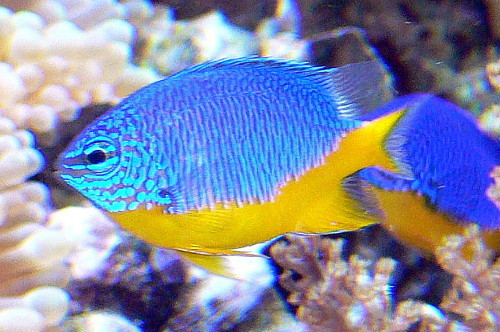
Chrysiptera hemicyanea
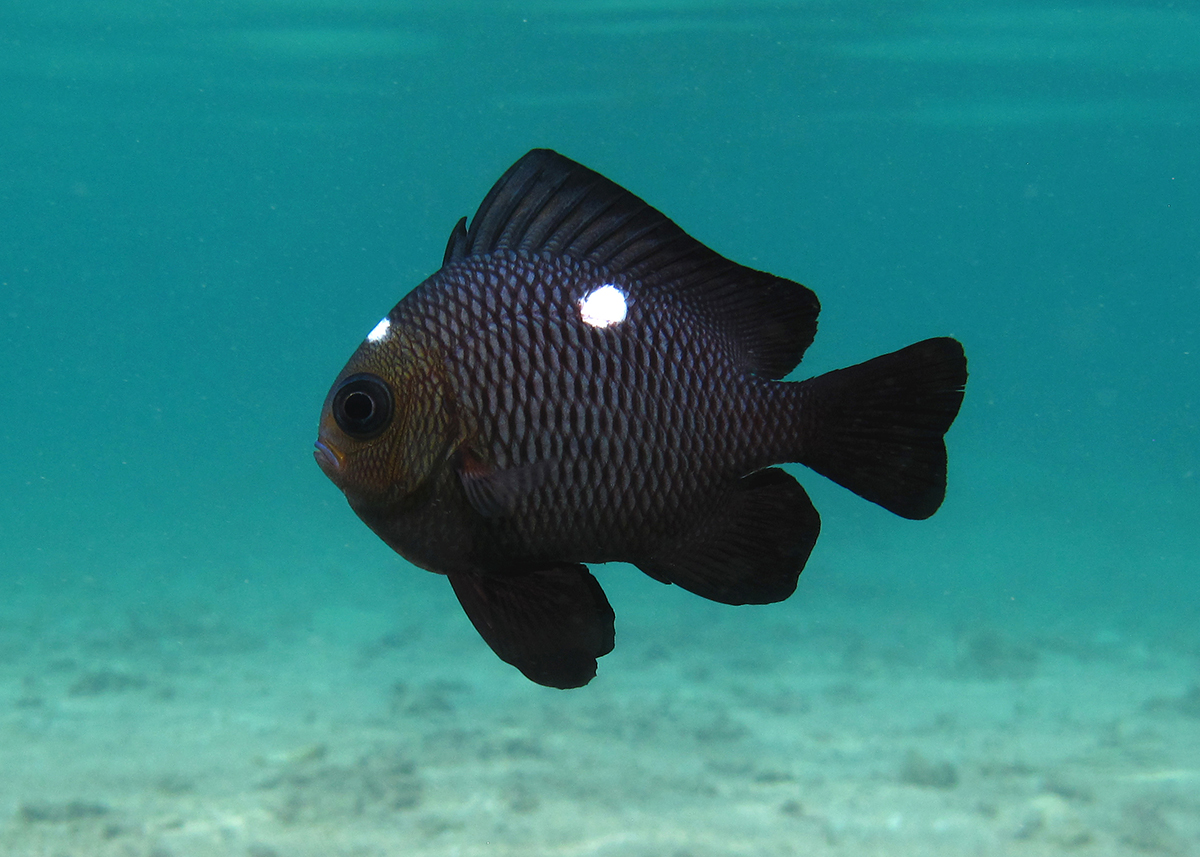
Dascyllus trimaculatus
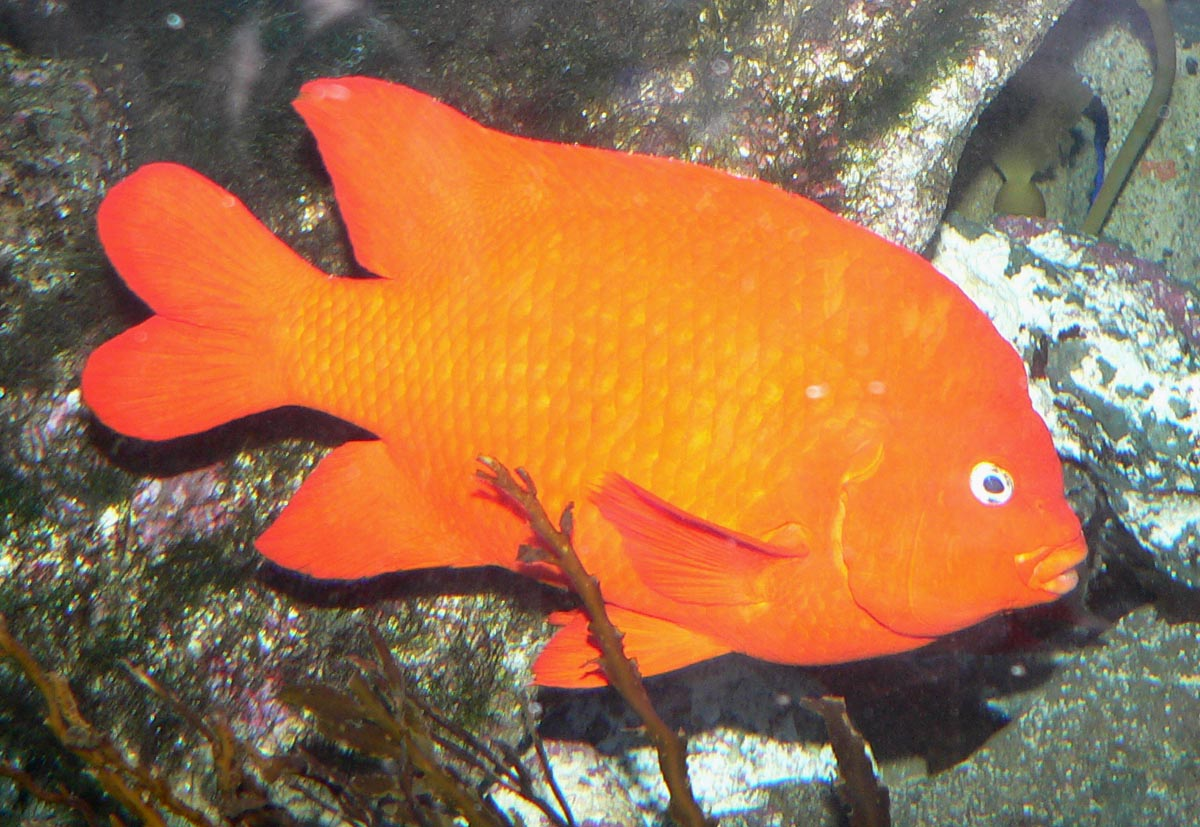
دوشیزه‌ماهی گاریبالدی
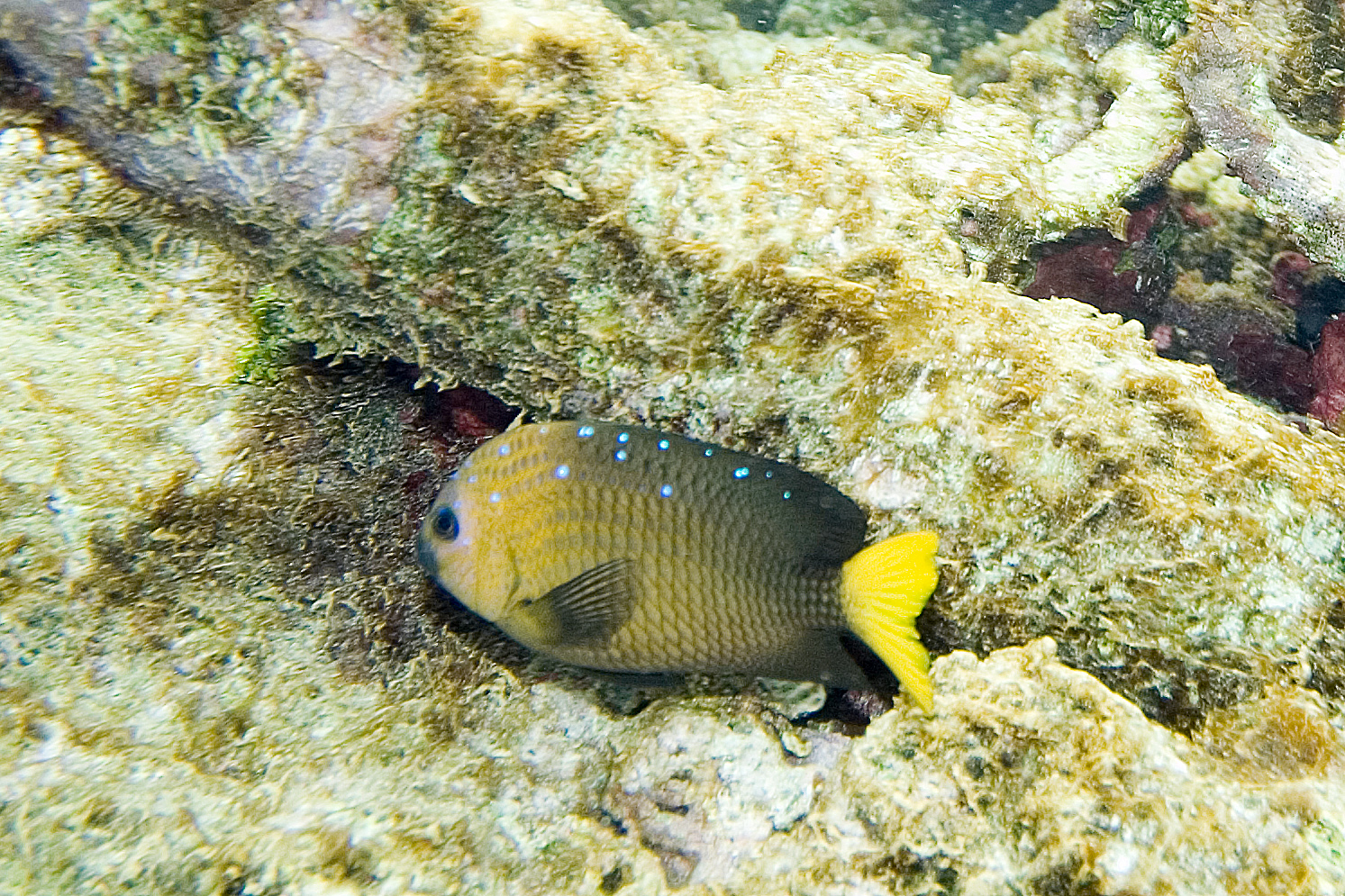
Microspathodon chrysurus
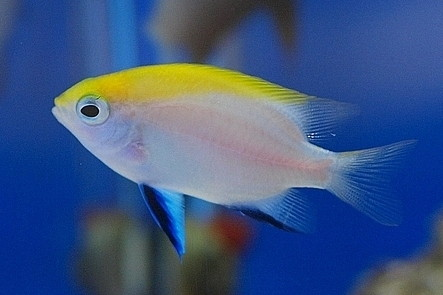
Neoglyphidodon melas
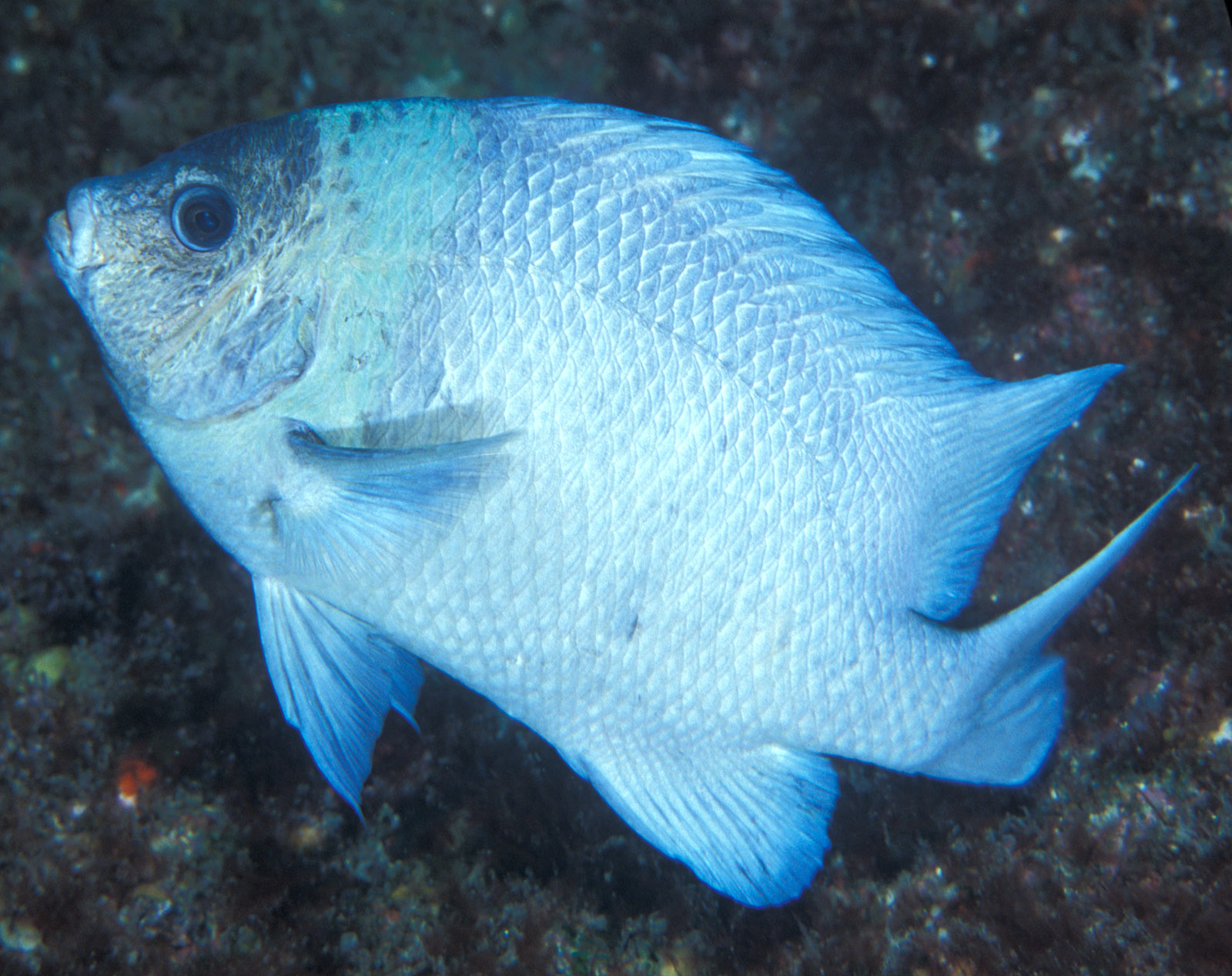
باله‌پولکی کرمادک
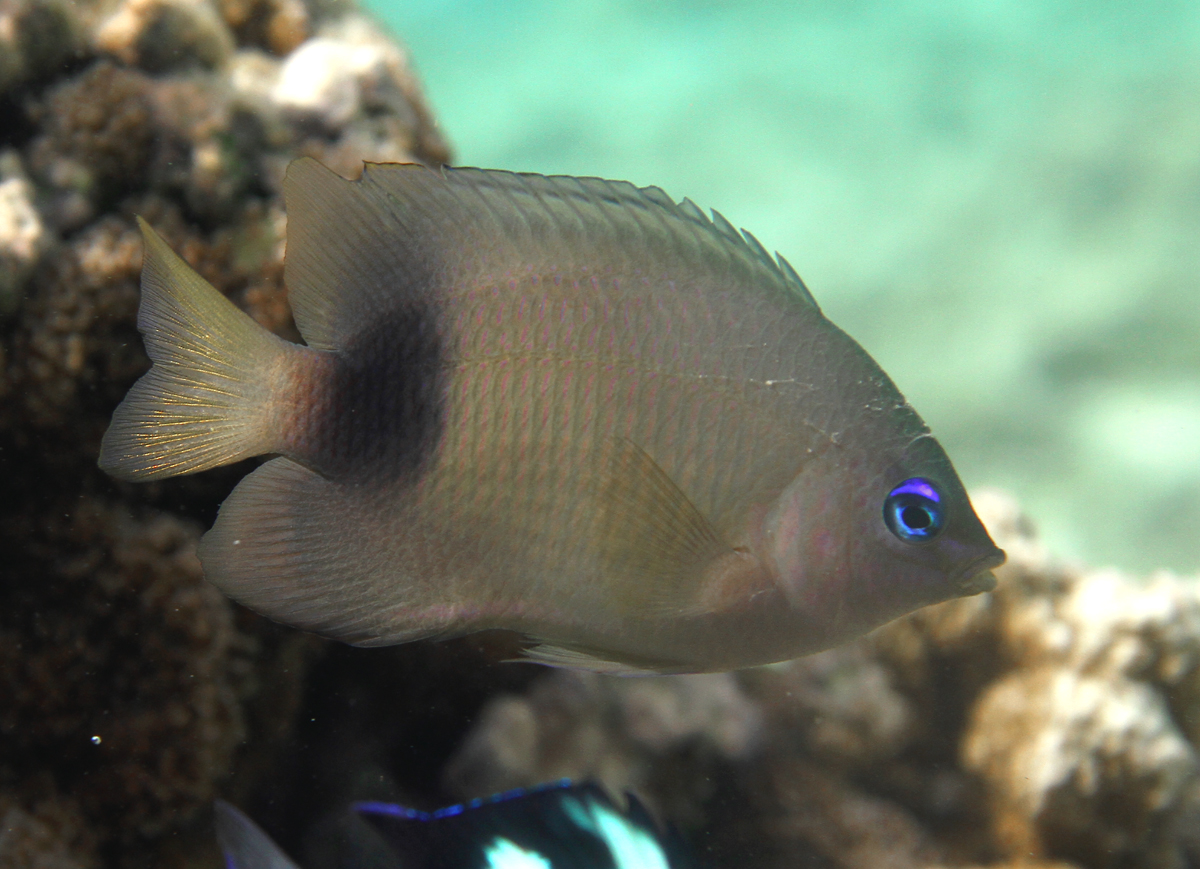
Plectroglyphidodon johnstonianus
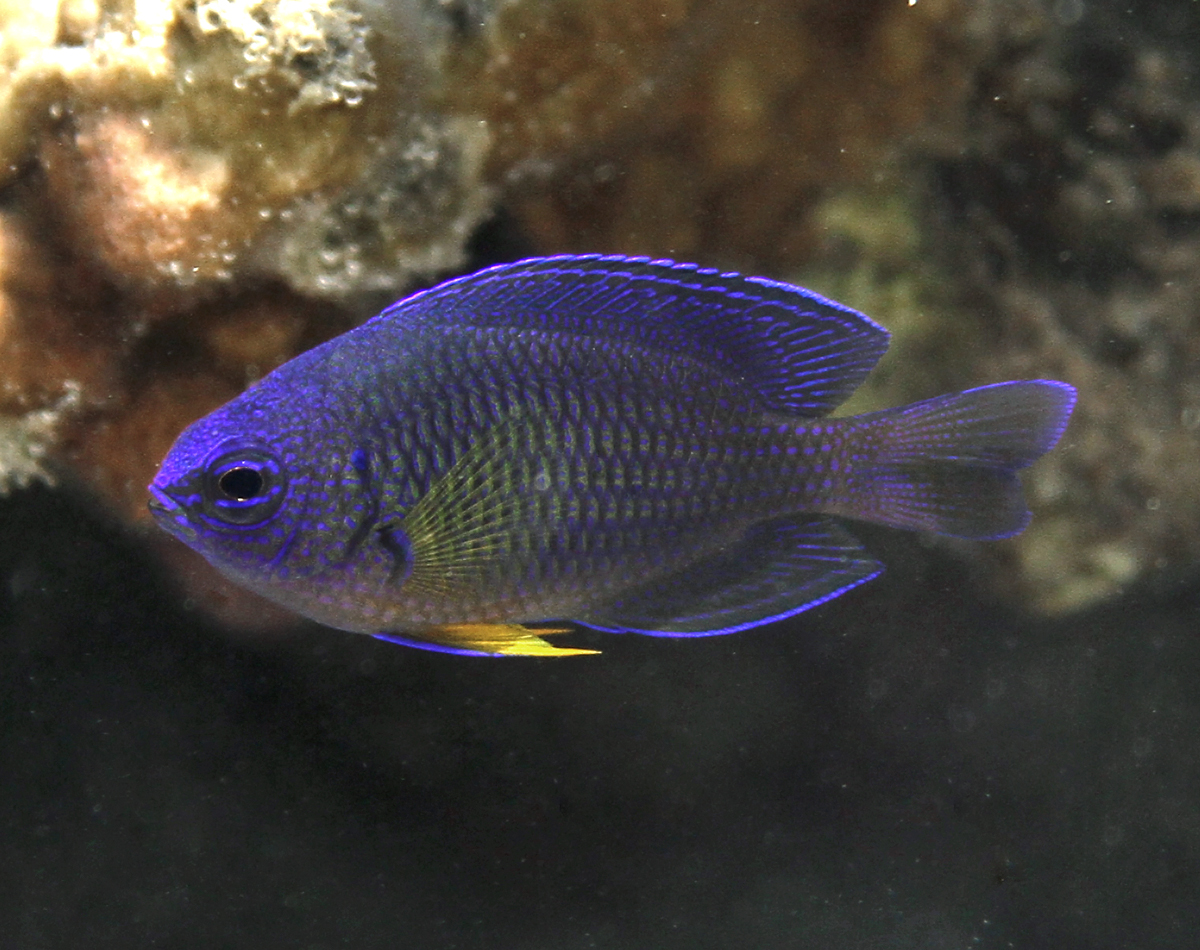
Pomacentrus caeruleus
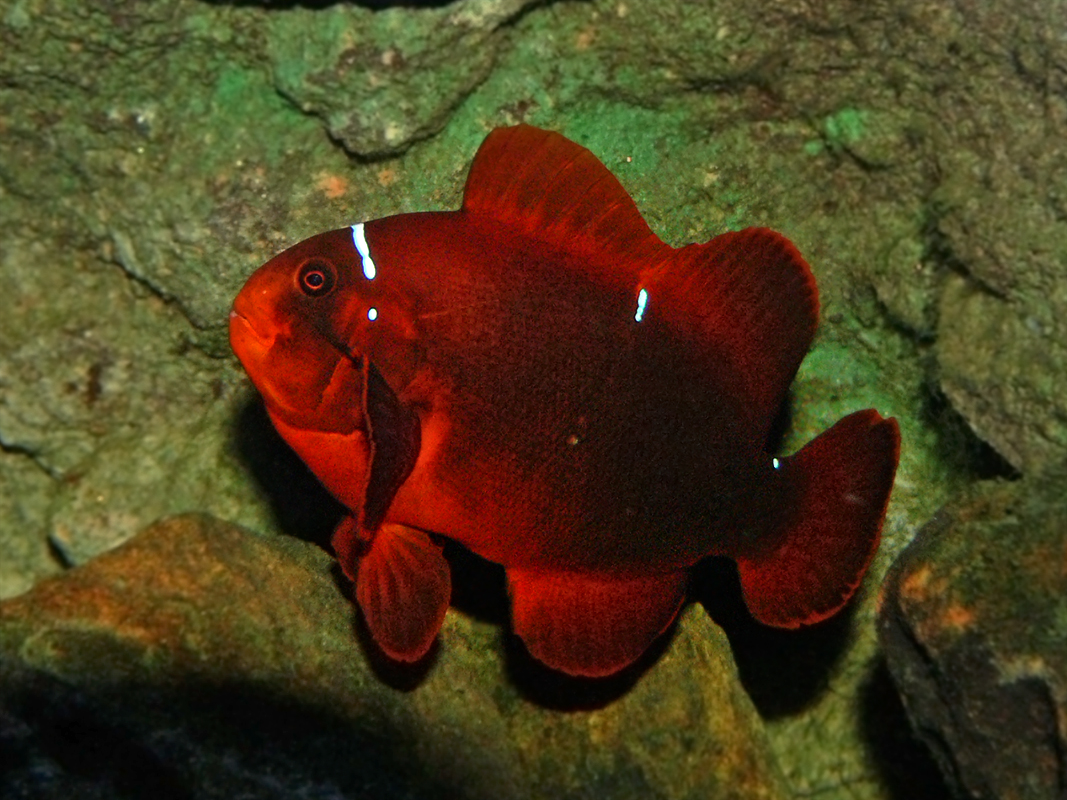
Premnas biaculeatus
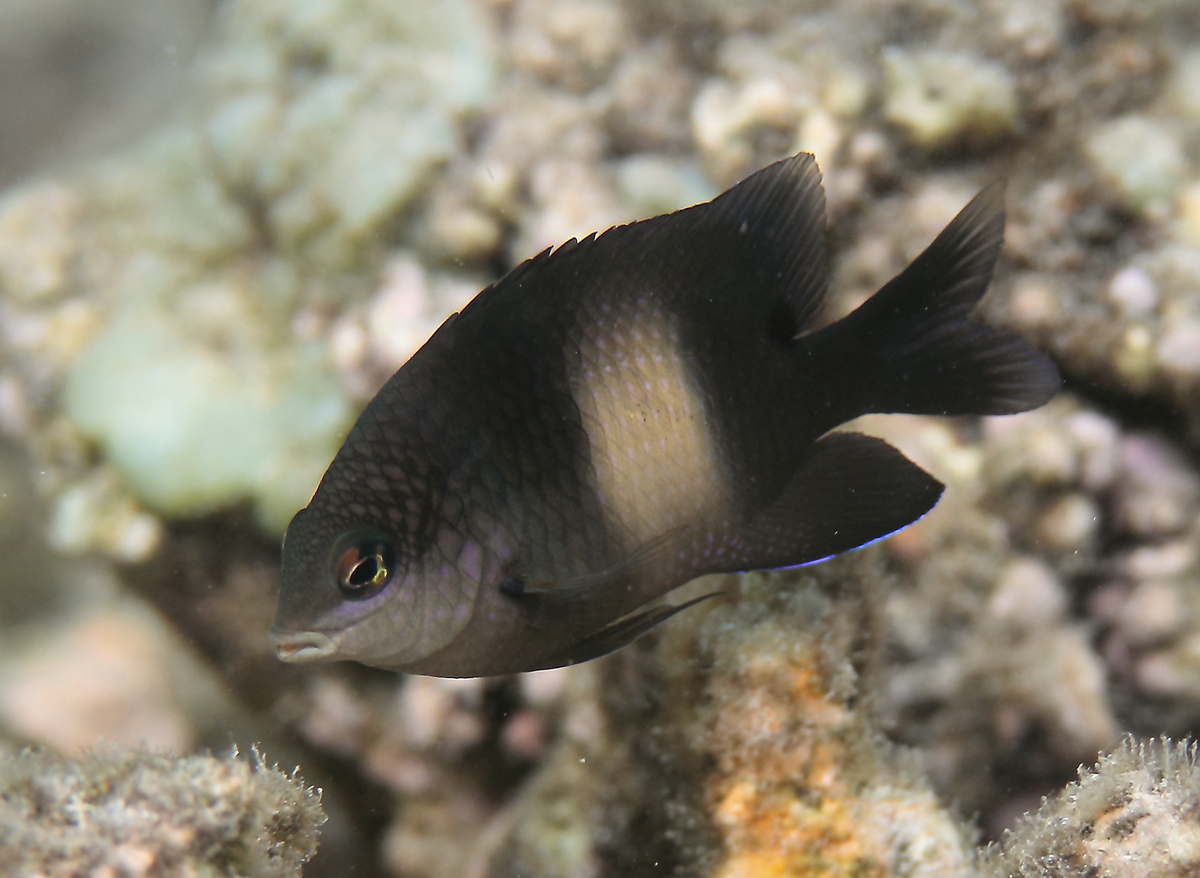
Stegastes nigricans